# 福本謙二
福本 謙二（ふくもと けんじ 、1951年3月6日 - ）は、日本の実業家。日本郵政株式会社常務執行役員。
総務省北陸総合通信局長、中国総合通信局長、ICT研究開発機能連携推進会議顧問を歴任。

## 来歴
駒澤大学経営学部卒業（一期生）。1975年、同大学院商学研究科修士課程修了。同75年4月、郵政省入省。
2001年、省庁再編により総務省。北陸総合通信局長、中国総合通信局局長、ICT研究開発機能連携推進会議顧問などを歴任。2010年、総務省退職。
2010年10月、日本郵政経営企画部付部長。2013年6月、常務執行役・経営企画部門副担当（渉外業務において経営企画部門担当を補佐）に就任
。